# Distretto di Domažlice
Il distretto di Domažlice (in ceco okres Ústí nad Orlicí) è un distretto della Repubblica Ceca nella regione di Plzeň. Il capoluogo di distretto è la città di Domažlice.

## Geografia antropica
Il distretto conta 85 comuni:

### Città
- Bělá nad Radbuzou
- Domažlice
- Holýšov
- Horšovský Týn
- Hostouň
- Kdyně
- Poběžovice
- Staňkov

### Comuni mercato
- Klenčí pod Čerchovem
- Koloveč
- Všeruby

### Comuni
- Babylon
- Blížejov
- Brnířov
- Bukovec
- Chocomyšl
- Chodov
- Chodská Lhota
- Chrastavice
- Čečovice
- Čermná
- Černovice
- Česká Kubice
- Díly
- Drahotín
- Draženov
- Hlohová
- Hlohovčice
- Hora Svatého Václava
- Horní Kamenice
- Hradiště
- Hvožďany
- Kanice
- Kaničky
- Kout na Šumavě
- Křenovy
- Kvíčovice
- Libkov
- Loučim
- Luženičky
- Meclov
- Mezholezy
- Mezholezy (ex Horšovský Týn)
- Milavče
- Mířkov
- Mnichov
- Močerady
- Mrákov
- Mutěnín
- Nemanice
- Němčice
- Neuměř
- Nevolice
- Nová Ves
- Nový Kramolín
- Osvračín
- Otov
- Pařezov
- Pasečnice
- Pec
- Pelechy
- Pocinovice
- Poděvousy
- Postřekov
- Puclice
- Rybník
- Semněvice
- Spáňov
- Srbice
- Srby
- Stráž
- Štichov
- Tlumačov
- Trhanov
- Úboč
- Újezd
- Únějovice
- Úsilov
- Velký Malahov
- Vidice
- Vlkanov
- Všekary
- Všepadly
- Zahořany
- Ždánov